# Verbandsgemeinde Adenau
Adenau é uma Verbandsgemeinde no distrito de Ahrweiler, Renânia-Palatinado, Alemanha. A sede é a cidade de Adenau.
A Verbandsgemeinde Adenau consiste nas seguintes Ortsgemeinden ("municípios locais", população 2006 entre parênteses):
| | | |
| 1. Adenau (2.921) 2. Antweiler (565) 3. Aremberg (251) 4. Barweiler (484) 5. Bauler (46) 6. Dankerath (90) 7. Dorsel (204) 8. Dümpelfeld (669) 9. Eichenbach (67) 10. Fuchshofen (100) 11. Harscheid (146) 12. Herschbroich (312) 13. Hoffeld (332) | 14. Honerath (210) 15. Hümmel (539) 16. Insul (461) 17. Kaltenborn (415) 18. Kottenborn (173) 19. Leimbach (542) 20. Meuspath (157) 21. Müllenbach (490) 22. Müsch (225) 23. Nürburg (169) 24. Ohlenhard (160) 25. Pomster (188) 26. Quiddelbach (311) | 27. Reifferscheid (601) 28. Rodder (260) 29. Schuld (774) 30. Senscheid (104) 31. Sierscheid (100) 32. Trierscheid (60) 33. Wershofen (897) 34. Wiesemscheid (268) 35. Wimbach (440) 36. Winnerath (65) 37. Wirft (145) |